# Poromya albida
Poromya albida är en musselart som beskrevs av Dall 1886. Poromya albida ingår i släktet Poromya och familjen Poromyidae. Inga underarter finns listade i Catalogue of Life.